# 湯豆腐
湯豆腐（ゆどうふ）は、和食の一つであり、豆腐を使った鍋料理である。

## 概要
発祥地は京都府南禅寺周辺とされ、現在ほぼ日本全国で食べられているとされる料理である。
材料は豆腐、水、昆布、また好みでつけダレを入れるのが一般的である。鍋に昆布を敷き、豆腐と水を入れて火にかけ、温まったところを引き揚げてつけダレで食べることが多い。
付けダレには、醤油、または醤油・酒・みりん・出汁等を合わせたもの、あるいはポン酢醤油などが用いられ、薬味としてネギ、ユズ、大根おろし（紅葉おろし）、削り節などがよく用いられる。他に変わり種として、卵黄・ニラ・トマトなどが用いられることもある。

## 煮奴・湯奴などの料理
醤油などで予め味付けした吸い物風のつゆで豆腐を温め、そこへ薬味を投じてそのつゆとともに食べる方法もあり、そちらは「煮奴」とも呼ばれる。さらに、家庭料理として豆腐と一緒にハクサイや鶏肉やしらたきや獣肉などを入れて煮る水炊きに近い調理法もある。
相撲部屋でもちゃんことして湯豆腐が食べられるが、普通の湯豆腐と違って、豆腐だけでなく肉類（鶏肉や豚肉など）や野菜やキノコなどが入る具だくさんの中身。特徴は付けダレにあり、卵黄と醤油を混ぜたものをベースに長ネギ・鰹節・青海苔などの薬味を入れたものを燗酒器（相撲部屋では「カンテキ」と呼ぶ）か大きな湯呑みに入れ、それを鍋中に投じて鍋の熱で温めながらかき混ぜ、頃合いとなったらかけて食べる。
江戸時代に書かれた『豆腐百珍』には「絶品」として7品が掲載されているが、その一品として湯のかわりに葛湯を使う「湯やっこ」が紹介されている。

## 文化

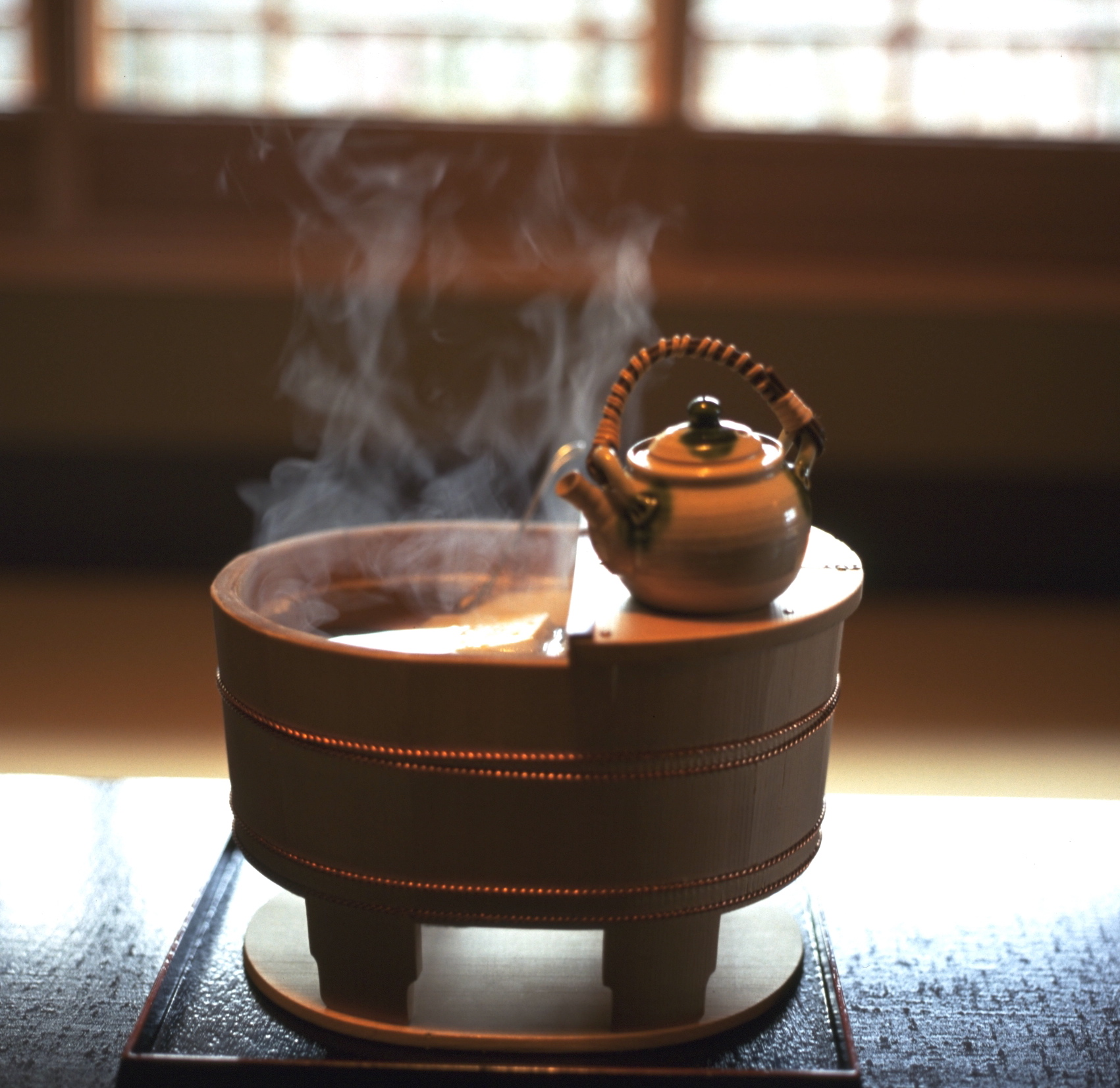
湯豆腐　湯豆腐桶（ゆどうふおけ）と汁次（しるつぎ）とともに

- 主に冬に食べられることが多いが、夏の鍋として食べる人もいる。冬の季語とされ、湯豆腐を詠んだ名句に久保田万太郎の「湯豆腐やいのちのはてのうすあかり」がある[4]。
- 中国の中華料理ではたれにつけながら豆腐を食べることは多くないが、貴州料理の「金鈎挂玉牌」や「豆花麺」は豆腐とともにモヤシや中華麺をゆでておき、好みの辛いたれにつけて食べる料理である。
- 嬉野温泉のように、温泉を用いた湯豆腐がある。
- 旭日松の証言によると、大相撲の元魁輝が師匠を務めていた頃の友綱部屋では、醤油ベースで、青のり、卵の黄身が入ったタレで食べる湯豆腐が普段のちゃんことして出ていた[5]。